# Hernán Darío Gómez
Hernán Darío Gómez Jaramillo, zwany Bolillo (ur. 3 lutego 1956 roku w Medellín) – kolumbijski piłkarz i trener piłkarski.
Przez wiele lat pomagał Francisco Maturanie w Atlético Nacional i reprezentacji Kolumbii. W latach 1994–1998 był selekcjonerem rodzimej drużyny narodowej, a od 1999 do 2004 roku prowadził reprezentację Ekwadoru, którą, jako pierwszy szkoleniowiec w historii, wprowadził do finałów mistrzostw świata.

## Kariera piłkarska
Był solidnym piłkarzem ligowym. W ciągu całej sportowej przygody występował w dwóch klubach z Medellin – Independiente i Atlético Nacional.

## Kariera szkoleniowa
Był jednym z najbardziej zaufanych współpracowników znanego kolumbijskiego szkoleniowca Francisco "Pacho" Maturany, któremu pomagał najpierw w Atlético Nacional Medellin (wspólnie zdobyli w 1989 roku Copa Libertadores, pierwszy i jedyny do tej pory dla klubu z Kolumbii), a w latach 1987–1990 i 1992–1994 w reprezentacji Kolumbii.
Po mistrzostwach świata 1994 Maturana przekazał Gómezowi stery drużyny narodowej. Rok później nowy selekcjoner wywalczył z nią brązowy medal w Copa América, a w 1997 awansował do Mundialu 1998. We Francji Kolumbijczycy przegrali dwa mecze i żegnali się z turniejem już po fazie grupowej.
Na początku 1999 roku został trenerem reprezentacji Ekwadoru, którą – jako pierwszy szkoleniowiec w historii – wprowadził do finałów mistrzostw świata. W 2002 roku, na boiskach Korei i Japonii Ekwadorczycy zdobyli tylko trzy punkty i zajęli ostatnie miejsce w grupie. Po dwóch porażkach (z Włochami 0:2 i Meksykiem 1:2) w ostatnim meczu potrafili jednak wygrać z Chorwatami 1:0, pozbawiając ich awansu do drugiej rundy. Gómez podał się do dymisji dwa lata później po nieudanych mistrzostwach Ameryki Południowej.

## Sukcesy szkoleniowe
- III miejsce na Copa América 1995 oraz awans do mistrzostw świata 1998 i start w tym turnieju (zakończony odpadnięciem po fazie grupowej) z reprezentacją Kolumbii
- awans do mistrzostw świata 2002 i start w tym turnieju (zakończony odpadnięciem po fazie grupowej) z reprezentacją Ekwadoru

## Ciekawostki
- Jest starszym bratem Gabriela Gómeza, byłego reprezentanta kraju, piłkarza Atlético Nacional, Millonarios FC i Independiente Medellin, dwukrotnego uczestnika Mistrzostw Świata.